# يونس أمان
يونس أمان لاعب كرة قدم عماني سابق. و قد كان يلعب مع نادي ظفار و مع منتخب عمان لكرة القدم.

## كأس الخليج

### كأس الخليج 1984
سجل هدف في مرمى منتخب السعودية لكرة القدم.

### كأس الخليج 1988
و قد سجل هدف أول فوز عماني في مرمى منتخب قطر لكرة القدم.

## الألقاب
حصل على عدة الألقاب محلية وخليجية وعربية
- هداف الدوري العماني موسم 86/87م.
- هداف كأس السلطان قابوس 5 مرات.
- كأس هداف بطولة أندية أبطال الخليج بالرياض 1986م.
- كأس هداف العرب موسم 1986م/1987م.

## روابط خارجية
- يونس أمان على موقع الاتحاد الدولي (مؤرشف)  (الإنجليزية)
- يونس أمان على موقع كووورة